# Elymnias caudata
Elymnias caudata är en fjärilsart som beskrevs av Butler 1871. Elymnias caudata ingår i släktet Elymnias och familjen praktfjärilar. Inga underarter finns listade i Catalogue of Life.

## Bildgalleri

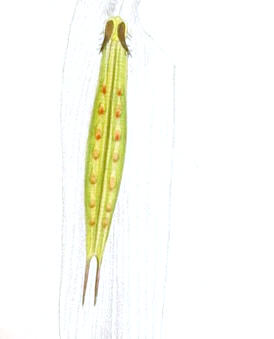
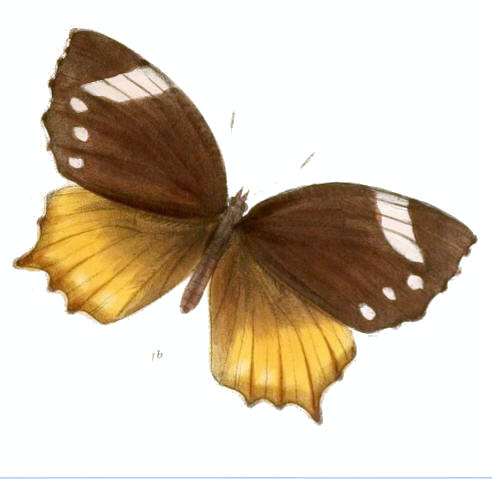
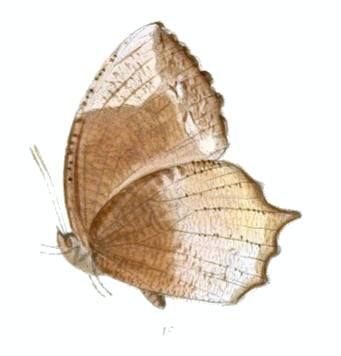
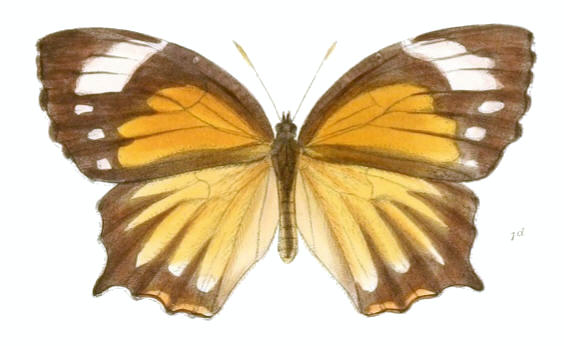
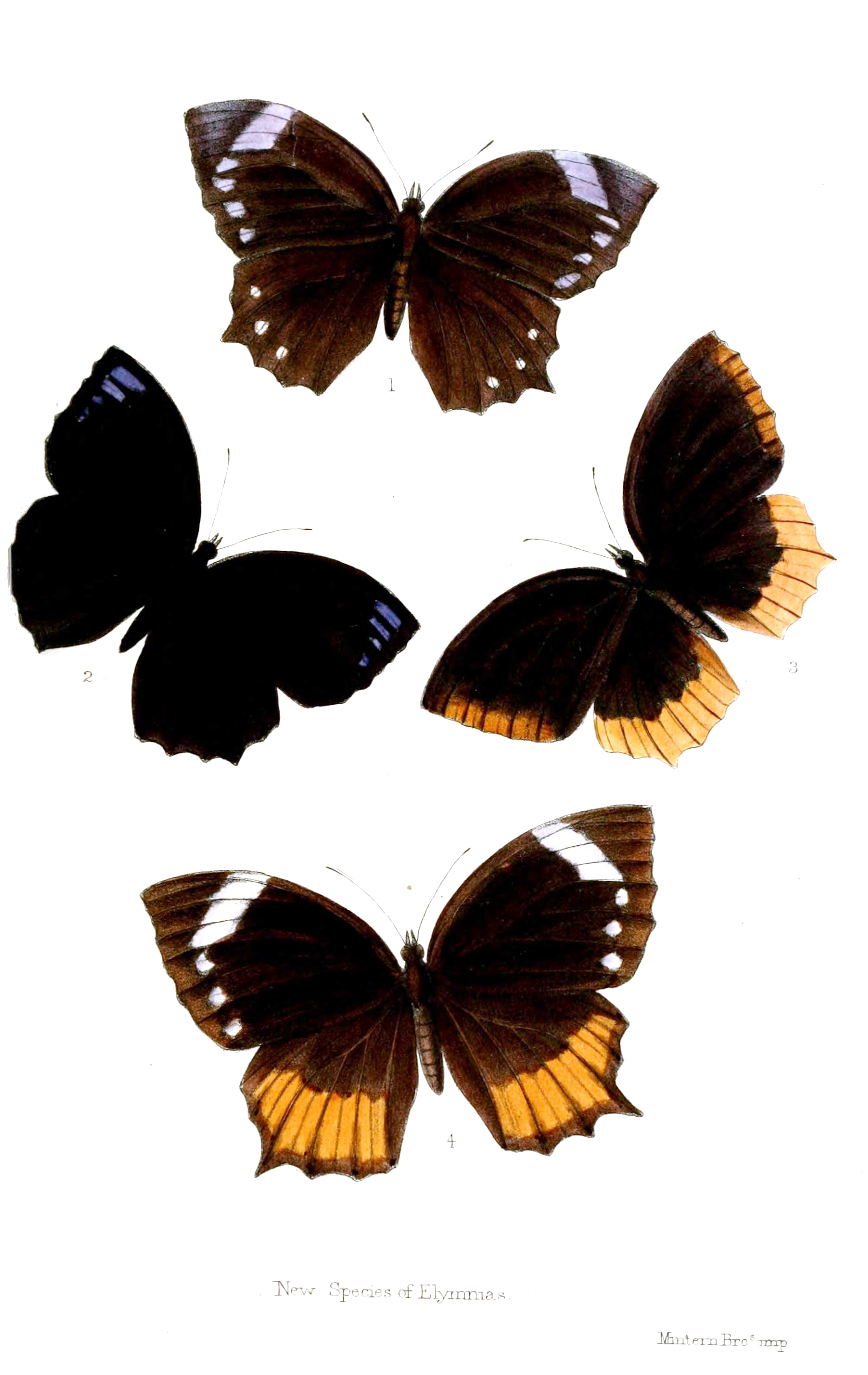